# Snort
Snort is een gratis en opensource-beveiligingssoftwarepakket. Het kan worden gebruikt als Intrusion Detection System (IDS) of Intrusion Prevention System (IPS), waardoor pogingen tot inbraak op computers gedetecteerd en verijdeld kunnen worden. Verder kan Snort ook als sniffer ingezet worden, een programma dat het netwerkverkeer afluistert.
In 1998 werd Snort voor het eerst voor het publiek beschikbaar gesteld door Martin Roesch, die de oprichter en CTO is van het bedrijf Sourcefire.

## Functies
Snort kan worden geïnstalleerd op verschillende besturingssystemen, zoals Windows, Mac OS X en Linux. Het kan diverse soorten van aanvallen van computerkrakers detecteren, zoals bufferoverlopen, port scans en aanvallen op CGI. De gebruiker kan flexibel regels instellen, waarbij bijvoorbeeld poortnummers en signatures van shellcode kunnen worden opgegeven. Regels kunnen voor een beginnende gebruiker cryptisch en complex overkomen. Veelal kunnen bestaande regels als basis worden genomen voor nieuwe regels.
Veel opties van Snort kunnen bij de aanroep van het programma op de commandoregel worden opgegeven. Een eenvoudig snort -v op de commandoregel zal de software bijvoorbeeld in packetsniffermodus laten werken, waarbij de functionaliteit vergelijkbaar is met die van het programma tcpdump. Vooral indien Snort als IDS of IPS wordt ingezet, zal normaal gesproken een configuratiebestand worden gebruikt waarbij er eenvoudige tot zeer complexe regels gebruikt kunnen worden.

## Ontwikkeling
Doordat Snort open source is, is er wereldwijd een relatief grote gemeenschap van programmeurs die bijdragen aan de ontwikkeling hiervan. Er is ook een commerciële versie van Snort, waarbij bijvoorbeeld ondersteuning wordt geboden op het softwarepakket, maar alles wat om commerciële redenen ontwikkeld wordt, wordt ook als open source vrijgegeven.

### Hulpmiddelen van derden
Er zijn diverse hulpmiddelen (tools) beschikbaar die met Snort gebruikt kunnen worden voor administratie, rapportages en de analyse van logfiles:
- Snorby (gratis)
- Aanval[dode link] (commercieel)